# Windhoek Oeste
Windhoek Oeste es un distrito electoral de la región de Khomas en Namibia.
Su población es de 38 969 habitantes. Este distrito se encuentra dentro de la ciudad de Windhoek, capital del país.
- Datos: Q17102358